# Fraunhofer-Institut für Mikrotechnik und Mikrosysteme
Das Fraunhofer-Institut für Mikrotechnik und Mikrosysteme IMM, auch unter der Kurzbezeichnung „Fraunhofer IMM“ bekannt, ist eine Einrichtung der Fraunhofer-Gesellschaft. Es hat seinen Sitz in der rheinland-pfälzischen Landeshauptstadt Mainz. Seine Aktivitäten sind der angewandten Forschung und Entwicklung in den Geschäftsbereichen Energie, Chemie und Diagnostik zuzuordnen.

## Geschichte
Nach Gründung durch das Land Rheinland-Pfalz als gemeinnützige Gesellschaft mit beschränkter Haftung mit Gesellschaftsvertrag vom 21. Dezember 1990 mit der Firmierung als „Institut für Mikrotechnik Mainz GmbH“ und erfolgreicher Geschäftstätigkeit wurde die GmbH im Jahr 2013 in die Fraunhofer-Gesellschaft überführt. Es ist seit dem 1. Januar 2018 nach einer Integrationsphase als eigenständiges Fraunhofer-Institut innerhalb der Fraunhofer-Gesellschaft aktiv.

## Forschung und Entwicklung
Ausgehend von den bestehenden gesellschaftlichen Herausforderungen und getrieben von den Zielen einer nachhaltigen Entwicklung fokussiert das Fraunhofer IMM die Geschäftsbereiche ENERGIE, CHEMIE und DIAGNOSTIK. Das Institut folgt seinen Wurzeln, grundlegende Prozesse auf Basis der Mikrostrukturtechnik einzusetzen. Innerhalb der Geschäftsbereiche forscht das Institut zu unterschiedlichen Themen. 
Im Geschäftsbereich Chemie wird zu den folgenden Themen geforscht:
- Flow Chemistry
- Nanopartikel
- Fotochemie
- Elektrochemische Synthese
- Organometallchemie
- Verkapselung von Wirkstoffen
- Nachhaltige Wirkstoffsynthese
- Benchtop NMR
- Prozessmonitoring
- Ölsensorik
- Nanomedizin
- Nachhaltige chemische Synthesen
- Kaskadenreaktionen
- Chirale Analytik

Im Geschäftsbereich Energie wird zu den folgenden Themen geforscht:
- Energieträger Ammoniak
- Biotreibstoffe
- Wärme- und Kältemanagement
- Power-to-Gas
- Reformersysteme
- Synthese von Biokraftstoffen
- Abgasreinigung
- Katalyse

Im Geschäftsbereich Diagnostik wird zu den folgenden Themen geforscht: 
- CBRN-Detektion
- Wasseranalytik
- Das Labor auf dem Chip für den patientennahen Test
- Mikroelektrodensonden für die Neurotechnik
- Nachweissysteme für biologische Kontaminationen

Seit November 2001 ist das Institut nach der ISO-Norm 9001 zertifiziert.

### Strategische Forschungsthemen
Die Themen, an denen in den drei Geschäftsbereichen geforscht werden, basieren auf den strategischen Forschungsthemen „Saubere Energie“, „Nachhaltigkeit“ und „Gesundheit“. 
- Das Thema „Saubere Energie“ umfasst Lösungen für die Energieversorgung auf Wasserstoffbasis, Power-to-Chemicals, Ammoniaknutzung und Strahlungsüberwachung. Das Institut fokussiert folgende Anwendungen:
- Das Thema „Nachhaltigkeit“ umfasst Lösungen für die flow-chemistry-basierte Prozessintensivierung, dezentrale Produktionskonzepte für Chemikalien, Umweltüberwachung und Prozessüberwachung.
- Das Thema „Gesundheit“ umfasst Lösungen für die Infektionsdiagnostik, Liquid-Biopsy und Einzelzellanalyse, biologische Medienanalyse und Nanopartikelsysteme / Nanomedizin für therapeutische und diagnostische sowie industrielle Anwendungen.

### Kernkompetenzen
Die Kernkompetenzen des Instituts liegen in Materialien, Technologien, Prozessen sowie der Entwicklung, um system- und technologieorientierte Innovationen bereitzustellen. 

## Kooperationen
Das Fraunhofer IMM ist u. a. Mitglied der folgenden Organisationen/Verbände:
- Fraunhofer Allianz Chemie
- Fraunhofer Allianz Energie
- Fraunhofer Aviation & Space
- Fraunhofer-Netzwerk Nanotechnologie FNT
- Fraunhofer Allianz Syswasser
- Fraunhofer-Verbund Materials
- Fraunhofer Rhein-Main
- CI3 Cluster Individualisierte Immunointervention
- Mainzer Wissenschaftsallianz
- IVAM e. V. Fachverband für Mikrotechnik
- Forum MedTech Pharma e. V.
- European Technology Platform on Smart System Integration (EPoSS)
- European Technology Platform Nanomedicine

Im universitären Bereich bestehen Kooperationen u. a. mit der Johannes-Gutenberg-Universität Mainz und der Technischen Universität Eindhoven (TU/e).

## Infrastruktur
Im Jahr 2022 waren rund 140 Personen im wissenschaftlich-technischen Bereich des in Mainz-Hechtsheim ansässigen Instituts tätig. Der Gesamthaushalt 2022 betrug ca. 14,0 Mio. Euro.
Seit September 2011 wird das Institut von Michael Maskos geleitet. Er führt den Lehrstuhl für Chemieingenieurwesen und Mikrofluidik an der Johannes-Gutenberg-Universität Mainz.